# Robe universitaire en France
 (décembre 2021).
Si vous disposez d'ouvrages ou d'articles de référence ou si vous connaissez des sites web de qualité traitant du thème abordé ici, merci de compléter l'article en donnant les références utiles à sa vérifiabilité et en les liant à la section « Notes et références ».

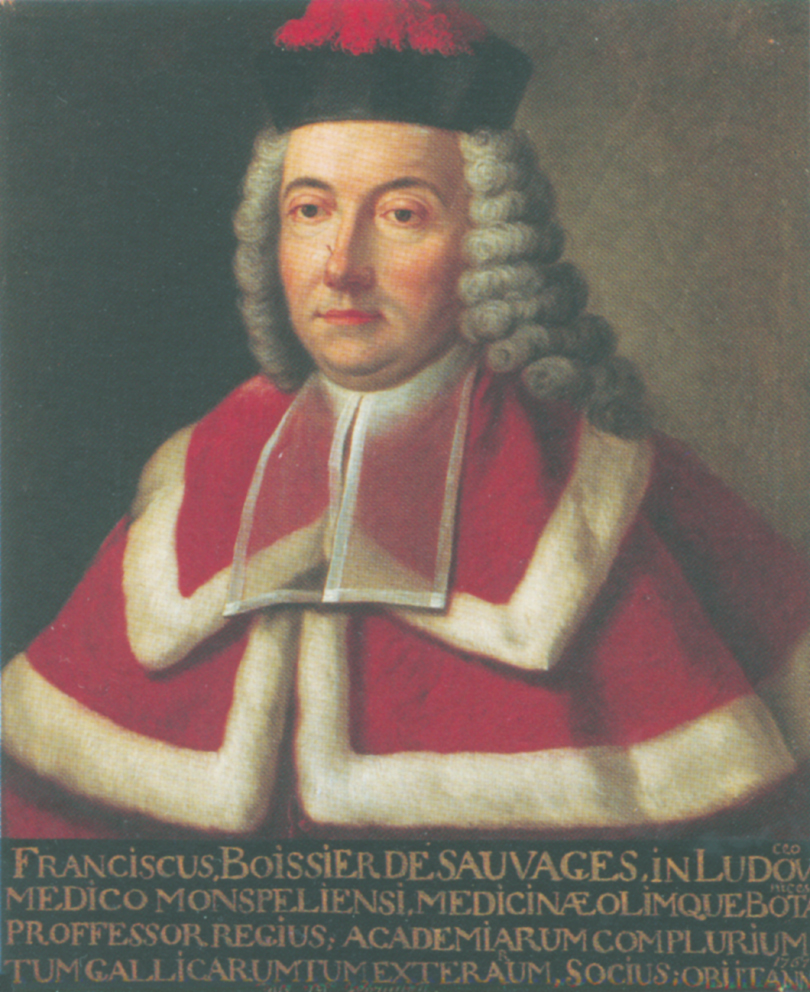
Portrait de François Boissier de Sauvages de Lacroix (1706-1767) à la Faculté de Médecine de Montpellier.

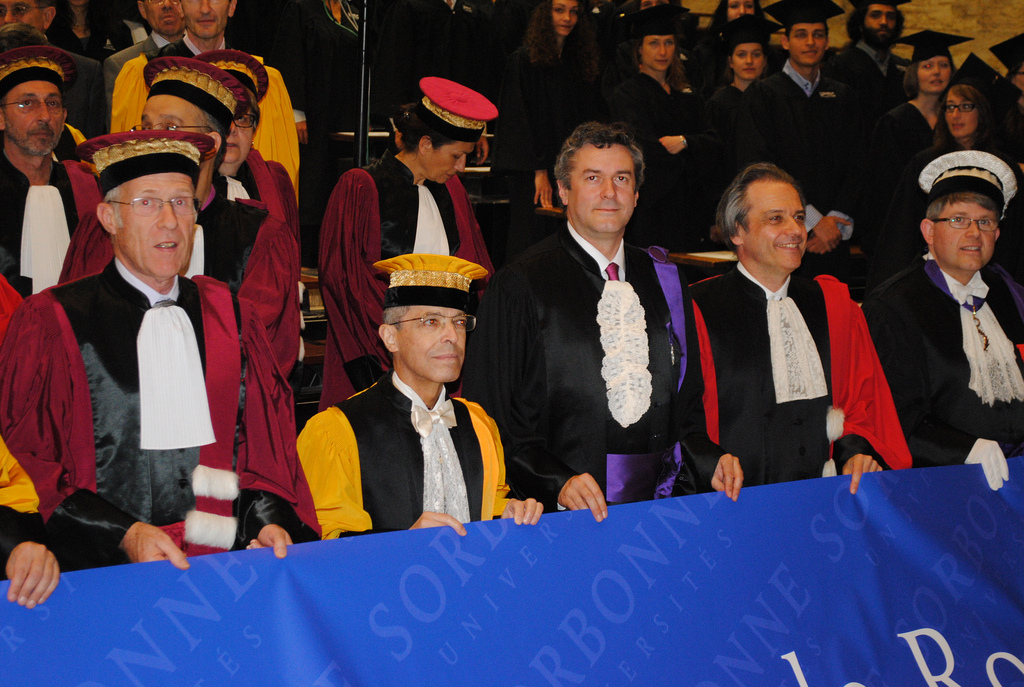
Professeurs et recteurs de l'Université Paris-Sorbonne lors de la remise des diplômes de doctorat en 2011.

La robe universitaire, également appelée toge universitaire, est le vêtement officiel qui concerne les personnels enseignants et administratifs, membres de l'université, en France. Sa forme diffère selon le grade universitaire ou la fonction académique de celui qui la porte.

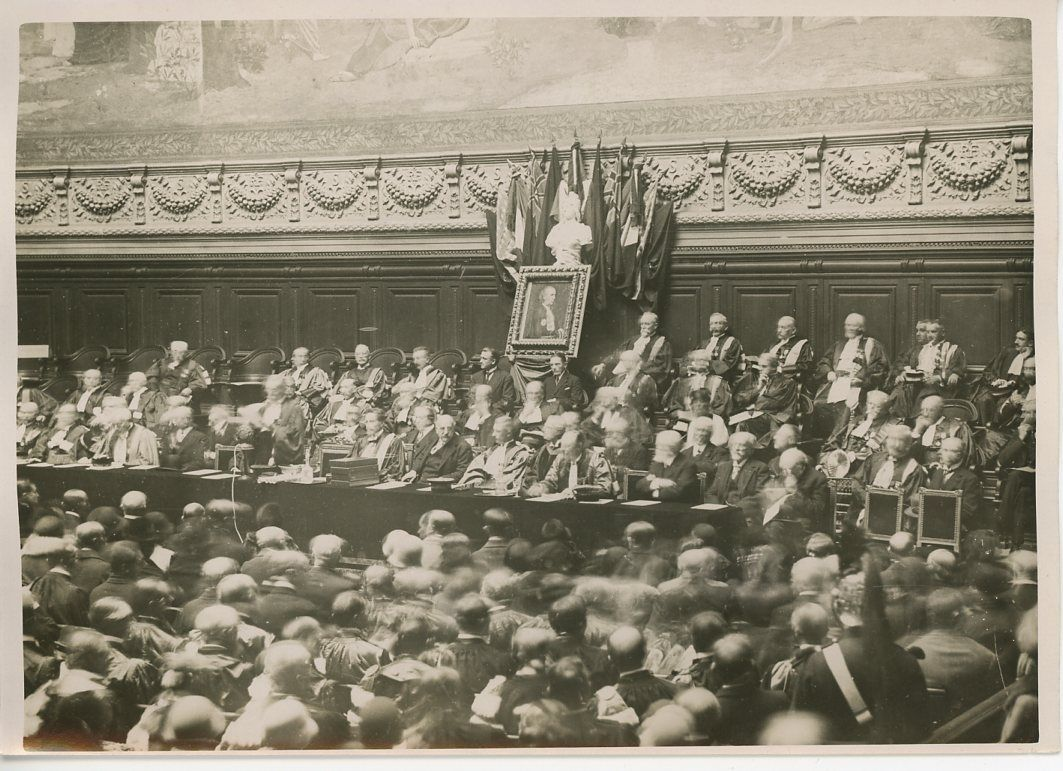
Professeurs portant leurs toges lors d'une rentrée solennelle.

## Historique
En France, la robe universitaire fit l'objet d'une réglementation, qui évolua du XIIIe siècle au XVIIIe siècle, jusqu'à ce que Napoléon généralise le type le plus répandu, au lendemain d'une Révolution ayant fait table rase des traditions de l'Ancien Régime.
Ainsi, au milieu du XIVe siècle, la robe longue des docteurs prit une signification plus forte. Les vêtements longs furent abandonnés par la noblesse et la bourgeoisie. La tenue courte portée alors fut jugée licencieuse et souleva les protestations du clergé, dont faisaient partie les professeurs. C’est, semble-t-il, à ce moment que les docteurs des universités choisirent de conserver leur ancienne robe.
Concernant le droit, par exemple, le costume des docteurs des facultés de Droit, comme celui des gens de justice, est ancien et traditionnel. On le disait déjà sous le règne de Louis XIV. Benoît XII prescrit l'usage en France d'une robe pourpre avec hermine, sans doute pour rehausser le prestige du droit face à la théologie.
Par bulle pontificale, en 1336, les docteurs en droit canonique de l'université de Paris, puis, en 1339, ceux de l'université de Montpellier, se virent reconnaître le droit de porter la chape rouge, le chaperon fourré d'hermine, toujours porté par les professeurs actuels, ancêtre de l'épitoge, et un bonnet rond, propre aux docteurs, qui avait la forme du camauro pontifical.
À compter de la seconde moitié du XIVe siècle, le droit au port de la robe rouge s'étendit aux docteurs en droit romain de ces deux facultés, puis aux autres facultés de droit. À la différence du costume des magistrats, celui des docteurs en droit a donc une origine pontificale.
C’est au XVIIe siècle que le costume se stabilisa définitivement. En effet, le costume des docteurs prit sa forme définitive dans la moitié nord de la France et notamment à la Faculté de droit de Paris. Le chaperon fourré se transforma en une épitoge herminée. Celle-ci ne comportait toutefois qu'un rang de fourrure. C'est seulement Napoléon qui a voulu distinguer les docteurs par trois rangs de fourrure. L'usage du rabat s'imposa au XVIIIe siècle. En 1804, les différentes disciplines furent individualisées par des couleurs particulières aux disciplines du doctorat : rouge écarlate pour les juristes, rouge cramoisi pour les médecins, amarante pour les scientifiques, jonquille pour les littéraires, violet pour les théologiens, rouge saumon pour les pharmaciens.
En France, la robe universitaire était autrefois portée par tous les universitaires, qu'ils soient enseignants ou administrateurs. Dès son instauration, elle permettait d'auréoler d’apparat la fonction prestigieuse de membre de l’Université, et elle était aussi, et avant tout, un costume officiel « défini par la norme administrative et légalement protégé ».
Une toge en drap noir, semblable à celle des avocats, une toque sans galon et une épitoge de la couleur correspondant à leur faculté d'origine, ornée du nombre de rangs de fourrure correspondant au titre obtenu étaient également régulièrement portées par les professeurs de l'enseignement secondaire jusqu'au milieu des années 1960, et peut-être même après, lors de certaines cérémonies, notamment lors de la remise des prix. La tenue des proviseurs était pour sa part réglementée par le décret du 24 décembre 1852.
Si au XXe siècle, la robe était déjà moins portée qu'autrefois, depuis Mai 68 son port est largement tombé en désuétude, sauf dans quelques universités comme Toulouse, Paris-I, Paris-II, Montpellier-I ou encore à la Faculté de droit de Rennes. Depuis les années 2000, le port de la robe réapparaît progressivement pour les enseignants et administrateurs universitaires. Elle est portée à quelques occasions, comme les soutenances de thèses, les cérémonies de rentrée universitaire ou d'attribution de grades universitaires, de décorations ou de titres honorifiques. Les universités cherchent d'une part à créer une communauté des diplômés par des cérémonies avec la robe et, d'autre part, à se créer une identité propre après les nombreux regroupements des universités.

## Éléments du costume
Le costume se compose essentiellement de :

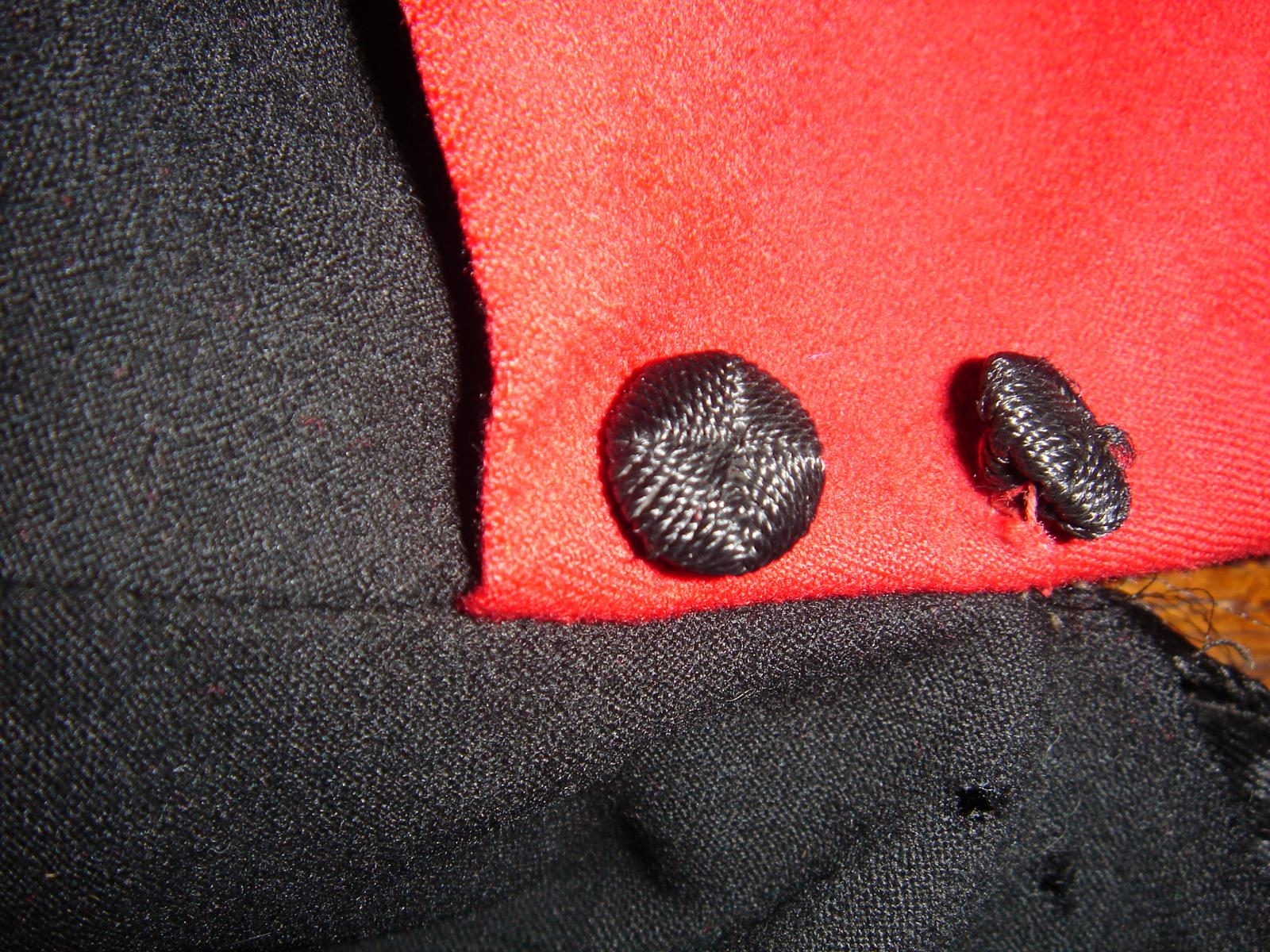
Boutons de toges conformes aux textes.

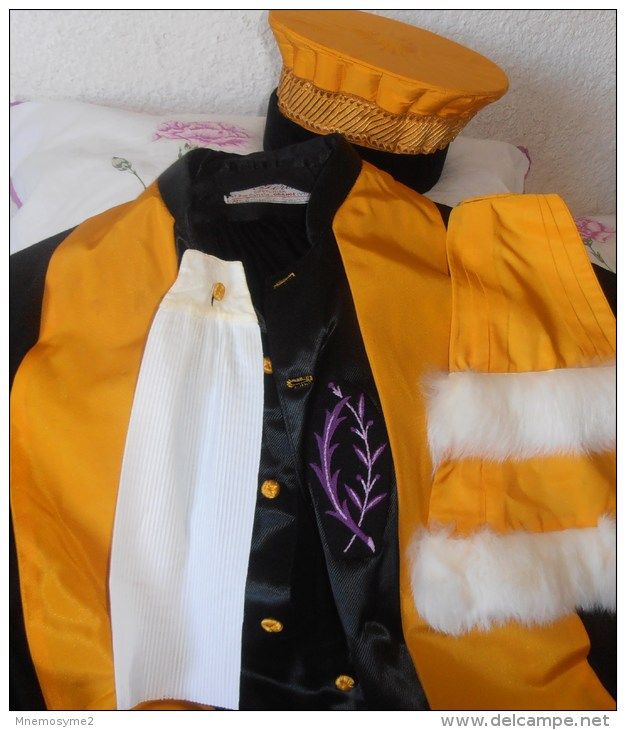
Toge sur laquelle les palmes académiques ont été brodées.

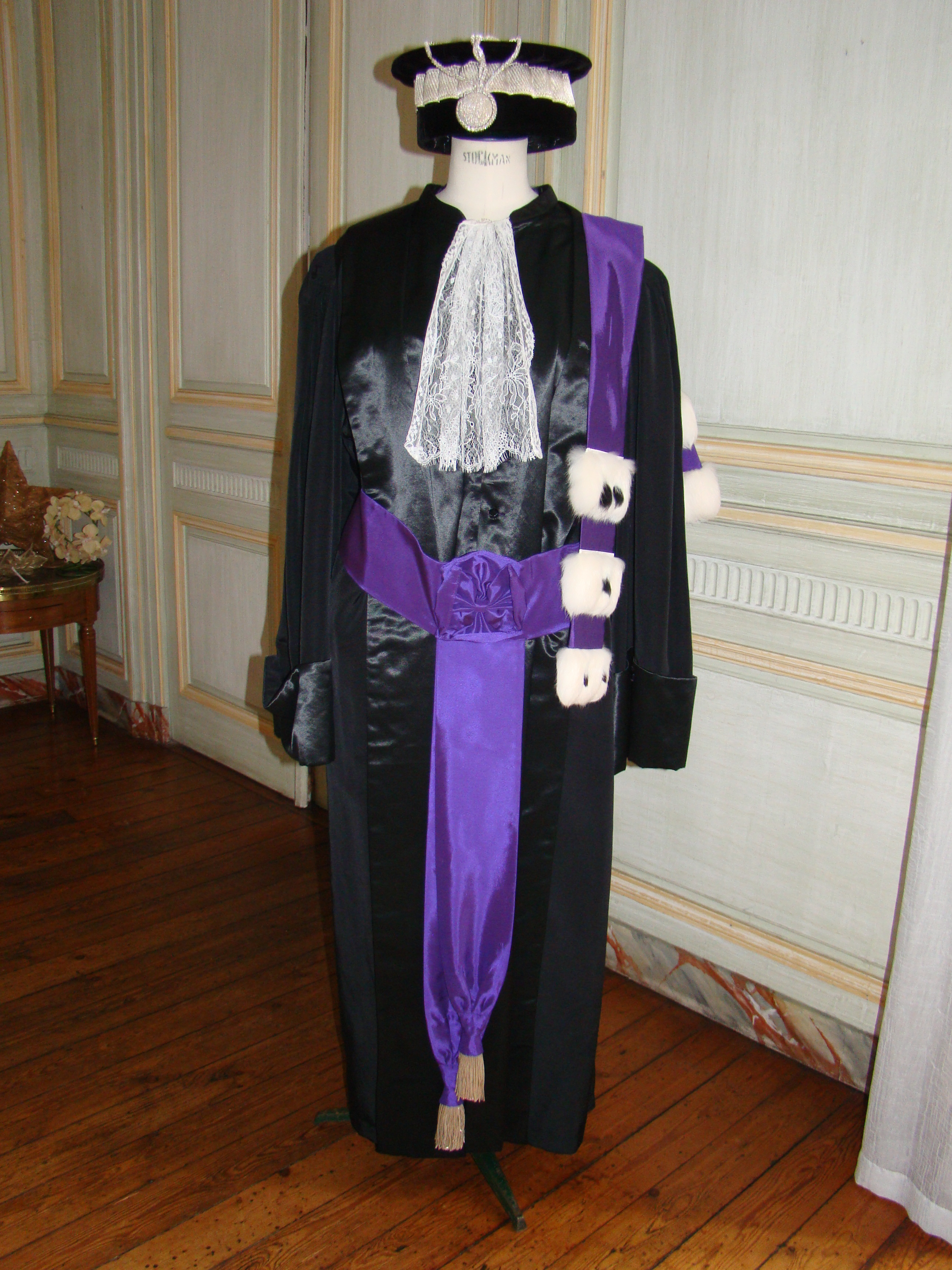
Toge de recteur ou rectrice d'académie.

- une robe : assez semblable à une soutane, elle a devant une longue rangée de boutons et derrière une traîne. Les boutons doivent être au nombre de 25, divisés en quatre quarts, plus un, et présentant un aspect filetés. La traîne n'est pas visible sur les costumes actuels mais attachée dans le côté intérieur de la robe par un bouton. La traîne n'est détachée que lors de cérémonies funèbres[citation nécessaire]) ;
- une simarre : deux bandes verticales de tissu de part et d'autre des boutons, soit de la couleur spécifique, soit noir moiré ;
- une épitoge (ou chausse), qui descend de la chape du costume ecclésiastique : il s'agit d'une bande de tissu de la couleur spécifique attachée par un bouton au niveau de l'épaule gauche, avec une extrémité large et triangulaire (à l'arrière), la patte, et une extrémité plus longue et étroite (à l'avant), la cornette, chacune des extrémités portant un à trois rangs d'hermine selon le rang du porteur. L'épitoge d'un recteur présente des taches noires sur l'hermine ;
- une ceinture identique à celle des ecclésiastiques catholiques romains : longue et large, elle est finie par des franges (soit dorées, soit de la couleur spécifique), et comporte un large nœud ornemental et une longue extrémité pendant sur le devant du costume du côté gauche ;
- un rabat de couleur blanche : c'est une sorte de jabot en baptiste ou en dentelle, porté en cravate, par-dessus lequel les hommes peuvent porter un nœud papillon blanc pour des occasions très formelles. Le rabat en dentelle est le signe distinctif des recteurs, présidents d'université, inspecteurs d'académie et doyens ;
- une toque : coiffe aux galons et aux ganses dépendant du rang du porteur, qui n'est que rarement portée sur la tête mais plutôt tenue à la main ;
- de gants blancs.

Le nombre de rangs d'hermine sur l'épitoge permet de connaître le diplôme détenu par le porteur de la robe :

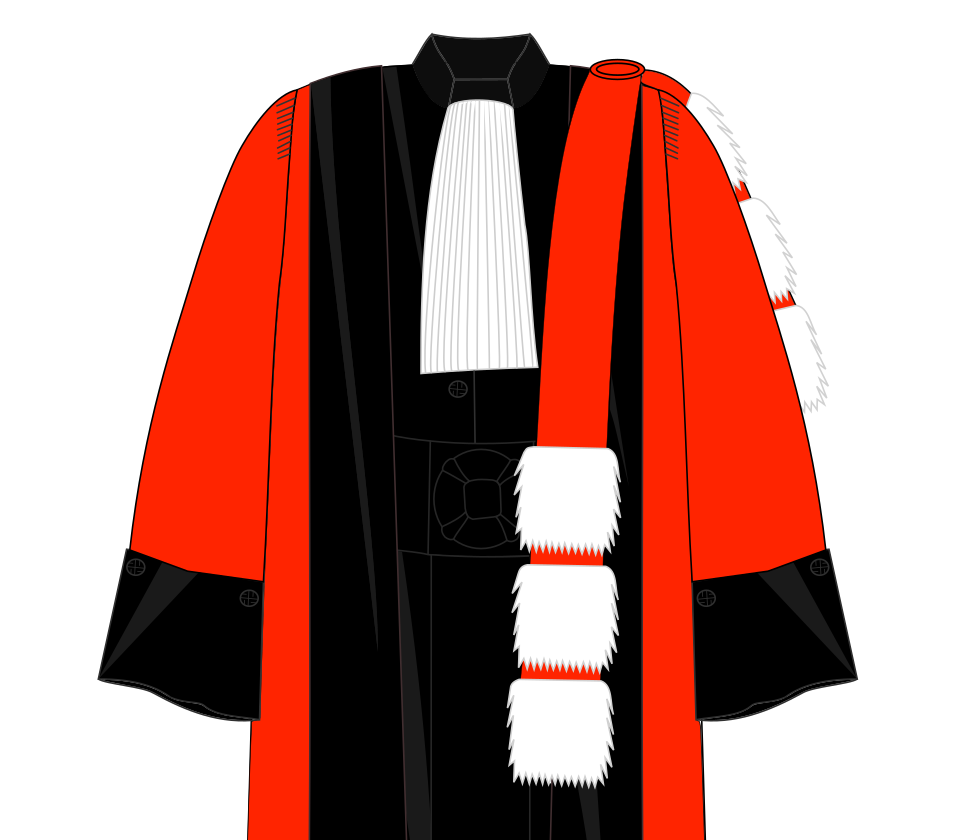
Docteur.
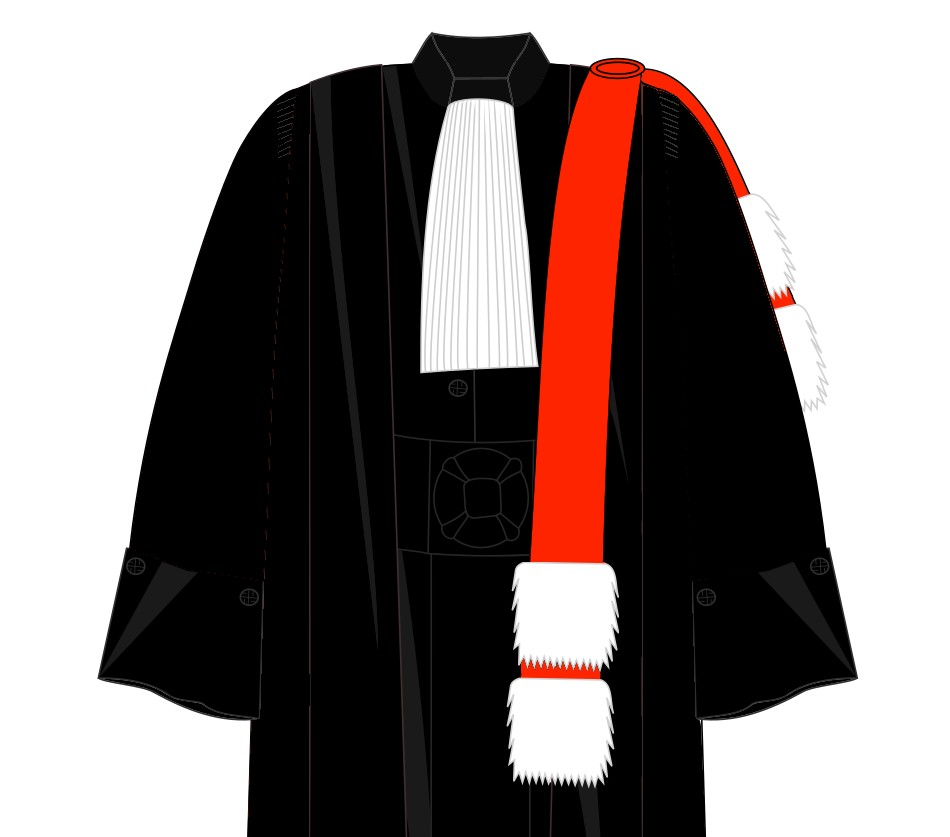
Licencié
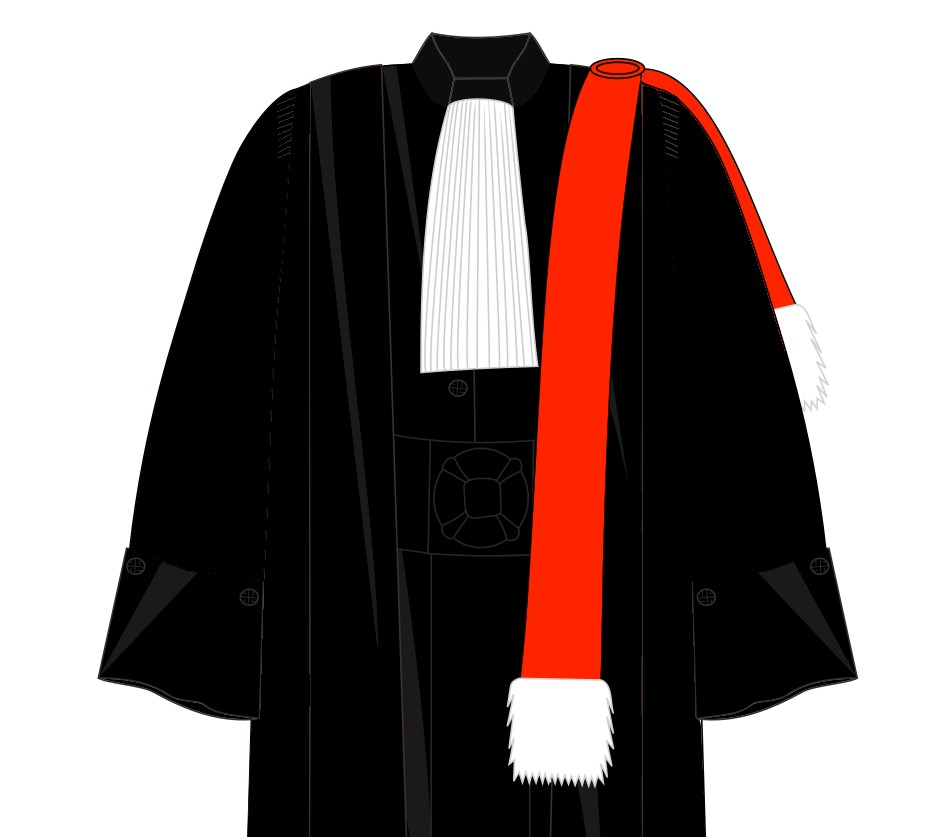
Bachelier

La robe universitaire étant assimilée à l'habit (queue-de-pie) pour le grand costume (robe de cérémonie) ou au smoking pour le petit costume (robe de cours), les éléments du costume visibles mais ne faisant pas partie de la robe universitaire doivent en principe correspondre à ces deux codes vestimentaires soit pour les hommes : nœud papillon blanc (grand costume) ou noir (petit costume), pantalon noir à galon de satin, chaussures noires vernies et chaussettes en soie noire.
Les décorations officielles doivent normalement être portées sur la robe, en taille ordonnance pour les robes de cérémonie, en barrette pour les robes de cours. Avant 1866, les palmes académiques n'étant pas encore une médaille en métal suspendue à un ruban violet, elles étaient brodées directement sur la toge.

### AuXIXesiècle
Les dernières descriptions officielles des robes universitaires datent du XIXe siècle. Elles découlent des prescriptions opérées pour les professeurs des écoles de médecine et adoptées par l'arrêté du 20 Brumaire an XII (12 novembre 1803). Elles distinguent un grand costume, qui doit être porté lors de grandes occasions, et un petit costume pour les cours et certaines assemblées. Le costume des professeurs et docteurs en droit est ensuite défini sur la base de celui des professeurs des écoles de médecine par le décret du 4e jour complémentaire de l'An XII (21 septembre 1804) relatif à l'organisation des Écoles de droit (article 68) ; ce décret aligne la couleur de la robe ou des devants de soie cramoisie sur le rouge assigné au costume des cours de justice.
La création de l'Université impériale en 1806 est l'occasion de préciser la définition des costumes de ses membres. Le décret du 18 mars 1808 pose les bases de la définition des costumes en imposant l'habit noir, avec palmes brodées sur la poitrine, pour tous les membres de l'Université mais en conservant leur costume spécifique aux professeurs de droit et de médecine. Ce décret est complété par le décret du 31 juillet 1809 qui revient spécifiquement sur le costume des membres de l'Université. Pour les doyens et les professeurs de faculté, il conserve les costumes des professeurs de droit et de médecine et définit celui des autres facultés sur cette base en changeant la couleur : noire pour la théologie, amarante pour les sciences, orange pour les arts.
Au cours du XIXe siècle, quelques modifications mineures ou inabouties interviennent. Le décret du 9 décembre 1850 précise ces dispositions à la marge en précisant la brodure des palmes académiques. Le décret du 24 décembre 1852 institue un autre type d'uniforme, sans robe. Toutefois, une circulaire du ministre de l'Instruction publique, Hippolyte Fortoul, précise que ce décret "n'a point abrogé les règles antérieures qui imposent la robe aux membres du corps enseignant durant les leçons et les grandes cérémonies". De fait, le nouvel uniforme ne semble pas être entré en usage .
Finalement, il existe plusieurs types de robes, qui correspondent à la fonction universitaire de son détenteur.

#### Couleurs spécifiques
La couleur de la robe, de l'épitoge et de la toque permet de connaître le domaine académique de celui qui la porte ou de la fonction qu'il exerce :
- Violet : Recteur d'académie, inspecteur d'académie, théologie
- Écarlate : Droit, Économie et Gestion
- Groseille (cramoisi) : Médecine
- Saumon ou ponceau : Pharmacie
- Mauve : Odontologie
- Rouge bruyère : Vétérinaire[18]
- Amarante : Sciences
- Jonquille : Philosophie et Lettres

#### Grand costume (robe de cérémonie)

Recteur.
Inspecteur d'académie.

Théologie.
Droit, Économie et Gestion.
Médecine et Pharmacie.
Sciences.
Philosophie et Lettres.

Les doyens portent deux galons d'or à la toque au lieu d'un seul.

#### Petit costume (robe de cours)

Droit, Économie et Gestion.
Médecine et Pharmacie.
Sciences.
Philosophie et Lettres.

### AuXXIesiècle
Encore aujourd'hui, le costume universitaire officiel est toujours réglementé par les décrets du XIXe siècle de l'autorité publique. Le port illégal de la robe universitaire peut donc être sanctionné par l'article 433-14 du Code pénal.
N'ayant jamais fait l'objet de modifications depuis le milieu du XIXe siècle, le costume universitaire n'a pas officiellement évolué, malgré les nombreuses transformations des universités, relatives notamment aux statuts et disciplines. Ainsi, avec le temps, de nouveaux usages, non réglementaires, sont apparus.
Certains de ces usages relèvent d'une adaptation des textes initiaux. Par exemple, les couleurs spécifiques du costume se sont étendues aux nouvelles sections disciplinaires :
- Violet : Théologie
- Écarlate : Droit, économie, gestion, sciences politiques
- Groseille (Cramoisi) : Médecine, chirurgie
- Rouge saumon ou ponceau : pharmacie
- Mauve : odontologie
- Amarante : Sciences exactes et expérimentales
- Jonquille : Lettres et sciences humaines

D'autres usages (non réglementaires) apparus postérieurement aux textes réglementaires du milieu du XIXe siècle :
- Les docteurs honoris causa, institués en 1918 en France, portent la robe universitaire française durant la cérémonie de remise de leur grade honorifique.
- Les présidents d'université, directeurs d'UFR, anciens doyens, académiciens et membres seniors de l'Institut universitaire de France portent le rabat en dentelle, à l'instar des recteurs et doyens.

Robe non-officielle de président d'université.

- Le poste de président d'université n'étant apparu qu'en 1969, il n'existe pas de costume officiel dédié pour cette fonction. Un costume spécifique de président d'université commence à se répandre, se basant sur les couleurs de la robe de recteur.
- Des professionnels extérieurs peuvent être amenés à siéger en robe dans un jury de soutenance de doctorat, bien qu'ils ne soient pas personnels d'une université. Ces derniers devraient porter soit un costume de ville, soit une simarre noire et une épitoge correspondant à leur discipline et leur grade universitaires.

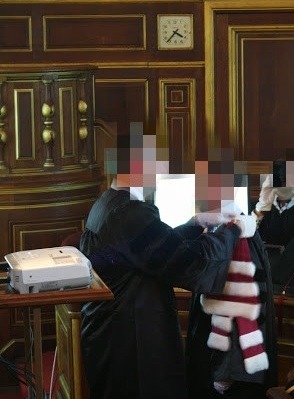
Remise d'épitoge à la suite d'une thèse. On notera que la président du jury décroche l'épitoge à deux rangs et accroche celle à trois rangs.

- Par souci de solennité, des jurys permettent à des doctorants de porter durant leur soutenance une partie des attributs du costume universitaire et remettent, en fin de soutenance, une épitoge correspondant à sa discipline et à son nouveau grade. Ceci étant, n'étant généralement pas personnel enseignant de l'université, un doctorant n'a pas à porter la robe et l'épitoge correspondant à son grade (2 rangs d'hermine). Le cadeau de l'épitoge peut toutefois être fait symboliquement en fin de soutenance.

#### Spécificités
Même si les textes du XIXe siècle n'ont sans doute pas anticipé cette possibilité, il arrive qu'un professeur porte une robe d'une discipline donnée, avec une épitoge d'une autre discipline (« un directeur d'études de la section des Sciences […] docteur en pharmacie ou en médecine porterait la chausse (épitoge) de cet ordre de faculté sur la toge amarante de l'ordre des sciences ») ou qu'un professeur porte plusieurs épitoges en même temps,.
Spécificité pour les docteurs en droit : s'ils embrassent la carrière d'avocat, ils peuvent porter l'épitoge noire à trois rangs d'hermine sur la robe d'avocat, qui ne possède pas de simarre.
Les robes universitaires des professeurs de l'École normale supérieure, en tout point identiques à celles des autres professeurs, ont des collets brodés aux palmes universitaires dorées (une branche de palme et une de laurier agrémentée de six fruits rouges)[citation nécessaire]. Par ailleurs, l'ENS ayant été décorée de la Légion d'Honneur et de la Croix de guerre, une cordelière rouge et une cordelière aux couleurs de la Croix de guerre distinguent l'habit universitaire des professeurs de l'ENS[citation nécessaire].
Les professeurs de médecine de la faculté de Montpellier portent toujours une robe particulière avec chaperon à double rang de fourrure rappelant le camail ecclésiastique,. Les doctorants en médecine de Montpellier revêtent pour leur soutenance de thèse la robe rouge traditionnelle dite « de Rabelais ».

#### Attributs académiques étrangers
Les accessoires d'habits académiques étrangers (en) reconnus en France (par décision d'équivalence de diplôme ou provenant d'un pays signataire du processus de Bologne) peuvent s'ajouter au costume français si ces accessoires ne remplacent pas un élément de costume français.
Les épitoges violettes attribuées aux titulaires de baccalauréats, licences et doctorats canoniques en théologie catholique font partie de ces attributs étrangers du fait de l'adhésion du Vatican au processus de Bologne.